# Liste der Baudenkmale in Milmersdorf
In der Liste der Baudenkmale in Milmersdorf sind alle Baudenkmale der brandenburgischen Gemeinde Milmersdorf und ihrer Ortsteile aufgelistet. Grundlage ist die Veröffentlichung der Landesdenkmalliste mit dem Stand vom 31. Dezember 2022.

## Baudenkmale in den Ortsteilen
In den Spalten befinden sich folgende Informationen:
- ID-Nr.: Die Nummer wird vom Brandenburgischen Landesamt für Denkmalpflege vergeben. Ein Link hinter der Nummer führt zum Eintrag über das Denkmal in der Denkmaldatenbank. In dieser Spalte kann sich zusätzlich das Wort Wikidata befinden, der entsprechende Link führt zu Angaben zu diesem Denkmal bei Wikidata.
- Lage: die Adresse des Denkmales und die geographischen Koordinaten. Link zu einem Kartenansichtstool, um Koordinaten zu setzen. In der Kartenansicht sind Denkmale ohne Koordinaten mit einem roten beziehungsweise orangen Marker dargestellt und können in der Karte gesetzt werden. Denkmale ohne Bild sind mit einem blauen bzw. roten Marker gekennzeichnet, Denkmale mit Bild mit einem grünen beziehungsweise orangen Marker.
- Bezeichnung: Bezeichnung in den offiziellen Listen des Brandenburgischen Landesamtes für Denkmalpflege. Ein Link hinter der Bezeichnung führt zum Wikipedia-Artikel über das Denkmal.
- Beschreibung: die Beschreibung des Denkmales
- Bild: ein Bild des Denkmales und gegebenenfalls einen Link zu weiteren Fotos des Baudenkmals im Medienarchiv Wikimedia Commons

### Götschendorf
| ID-Nr.   | Lage                | Bezeichnung | Beschreibung | Bild     |
| -------- | ------------------- | ----------- | ------------ | -------- |
| 09130561 | Götschendorf (Lage) | Gutshaus    |              | Gutshaus |

### Milmersdorf
| ID-Nr.                           | Lage                 | Bezeichnung | Beschreibung | Bild               |
| -------------------------------- | -------------------- | --- | --- | ------------------ |
| 09130559 Wikidata                | (Lage)               | Kirche | Die evangelische Kirche wurde von 1885 bis 1886 im neugotischen Stil erbaut. Im Inneren befindet sich ein Altaraufsatz aus dem Jahre 1614. | weitere Bilder     |
| 09131205 Teilobjekt zu: 09130559 | ()                   | Glocke | | ein Bild hochladen |
| 09130560                         | Dorfstraße 28 (Lage) | Dorfkrug | | Dorfkrug           |
| 09132091                         | Engelsburg 1 (Lage)  | Funküberwachungsstation Engelsburg: Zentrale mit Haupthaus, Nebengebäude und Einfriedungsmauer sowie Torhaus, Torpfeiler und Pflasterstraße | | BW                 |
| 09132092 Teilobjekt zu: 09132091 | Engelsburg 1 ()      | Zentralbereich | | ein Bild hochladen |
| 09132105 Teilobjekt zu: 09132091 | Engelsburg 1 ()      | Verwaltungsgebäude | | ein Bild hochladen |
| 09132093 Teilobjekt zu: 09132091 | Engelsburg 1 ()      | Nebengebäude | | ein Bild hochladen |
| 09132094 Teilobjekt zu: 09132091 | Engelsburg 1 ()      | Zugangsbereich | | ein Bild hochladen |
| 09132106 Teilobjekt zu: 09132091 | Engelsburg 1 ()      | Torhaus & Wohntrakt | | ein Bild hochladen |
| 09132107 Teilobjekt zu: 09132091 | Engelsburg 1 ()      | Nebengebäude | | ein Bild hochladen |
| 09132110 Teilobjekt zu: 09132091 | Engelsburg 1 ()      | Brunnenhaus / Pumpstation | | ein Bild hochladen |
| 09132111 Teilobjekt zu: 09132091 | Engelsburg 1 ()      | Peilhaus | Es sind vier Peilhäuser, sie stehen nördlich und südwestlich des Zentralbereiches.                                                         | ein Bild hochladen |
| 09132095 Teilobjekt zu: 09132091 | Engelsburg 1 ()      | Pflasterstraße | Die Pflasterstraße läuft entlang der Engelsburger Straße.                                                                                  | ein Bild hochladen |